# Udine megye
Udine  megye (olaszul Provincia di Udine, friuli nyelven Provincie di Udin, szlovénul Pokrajina Videm) Friuli-Venezia Giulia régió egyik megyéje Olaszországban.

## Földrajza
Friuli-Venezia-Giulia legnagyobb megyéje. Ausztriával (Karintia), Szlovéniával, Gorizia megyével, Pordenone megyével , Belluno megyével, Velence megyével valamint az Adriai-tengerrel határos.
Északon a Karni-Alpok, északnyugaton a Dolomitok hegyei találhatók. Délen a Friuli-síkság terül el.

## Községei
Területén 136  község található:
- Aiello del Friuli
- Amaro
- Ampezzo
- Aquileia
- Arta Terme
- Artegna
- Attimis
- Bagnaria Arsa
- Basiliano
- Bertiolo
- Bicinicco
- Bordano
- Buja
- Buttrio
- Camino al Tagliamento
- Campoformido
- Campolongo Tapogliano
- Carlino
- Cassacco
- Castions di Strada
- Cavazzo Carnico
- Cercivento
- Cervignano del Friuli
- Chiopris-Viscone
- Chiusaforte
- Cividale del Friuli
- Codroipo
- Colloredo di Monte Albano
- Comeglians
- Corno di Rosazzo
- Coseano
- Dignano
- Dogna
- Drenchia
- Enemonzo
- Faedis
- Fagagna
- Fiumicello
- Flaibano
- Forgaria nel Friuli
- Forni Avoltri
- Forni di Sopra
- Forni di Sotto
- Gemona del Friuli
- Gonars
- Grimacco
- Latisana
- Lauco
- Lestizza
- Lignano Sabbiadoro
- Ligosullo
- Lusevera
- Magnano in Riviera
- Majano
- Malborghetto-Valbruna
- Manzano
- Marano Lagunare
- Martignacco
- Mereto di Tomba
- Moggio Udinese
- Moimacco
- Montenars
- Mortegliano
- Moruzzo
- Muzzana del Turgnano
- Nimis
- Osoppo
- Ovaro
- Pagnacco
- Palazzolo dello Stella
- Palmanova
- Paluzza
- Pasian di Prato
- Paularo
- Pavia di Udine
- Pocenia
- Pontebba
- Porpetto
- Povoletto
- Pozzuolo del Friuli
- Pradamano
- Prato Carnico
- Precenicco
- Premariacco
- Preone
- Prepotto
- Pulfero
- Ragogna
- Ravascletto
- Raveo
- Reana del Rojale
- Remanzacco
- Resia
- Resiutta
- Rigolato
- Rive d’Arcano
- Rivignano Teor (2014. január 1-jén egyesítették, Rivignano és Teor városokból)
- Ronchis
- Ruda
- San Daniele del Friuli
- San Giorgio di Nogaro
- San Giovanni al Natisone
- San Leonardo
- San Pietro al Natisone
- San Vito al Torre
- San Vito di Fagagna
- Santa Maria la Longa
- Sauris
- Savogna
- Sedegliano
- Socchieve
- Stregna
- Sutrio
- Taipana
- Talmassons
- Tarcento
- Tarvisio
- Tavagnacco
- Terzo di Aquileia
- Tolmezzo
- Torreano
- Torviscosa
- Trasaghis
- Treppo Carnico
- Treppo Grande
- Tricesimo
- Trivignano Udinese
- Udine
- Varmo
- Venzone
- Verzegnis
- Villa Santina
- Villa Vicentina
- Visco
- Zuglio

## Történelem
A megye 1866-ban jött létre Provincia del Friuli néven, amely két kisebb adminisztratív egységre oszlot: Udine és Pordenone.
1923-ban Tarvisio, Plezzo (Bovec), Caporetto (Kobarid), Tolmino (Tolmin), Circhina (Cerkno), Idria (Idrija), Aidussina (Ajdovščina), Vipacco (Vipava), Canale d’Isonzo (Kanal ob Soči), Gorizia, Cormons, Gradisca, Cervignano és Comeno (Komen) községeket a megyéhez csatolták. 1927 –ben ismét megalakult Gorizia megye a Provincia del Friuli-nak adott területekből, Tarvisio és Cervignano kivételével.
1940-ben a megye neve a mai Provincia di Udine lett. Az Isonzó völgyében fekvő településeket 1945-ben Jugoszláviához csatolták, ezek 1990 óta Szlovéniához tartoznak.

## Nyelvek
A lakosok nagy része olasz anyanyelvű, azonban sokan beszélik a friulán és a szlovén nyelvet is
A Val Canale (Kanal-völgy) területén két nyelvi „szigeten” beszélik a német nyelvet : Sauris és Paluzza községekben.

## Galéria

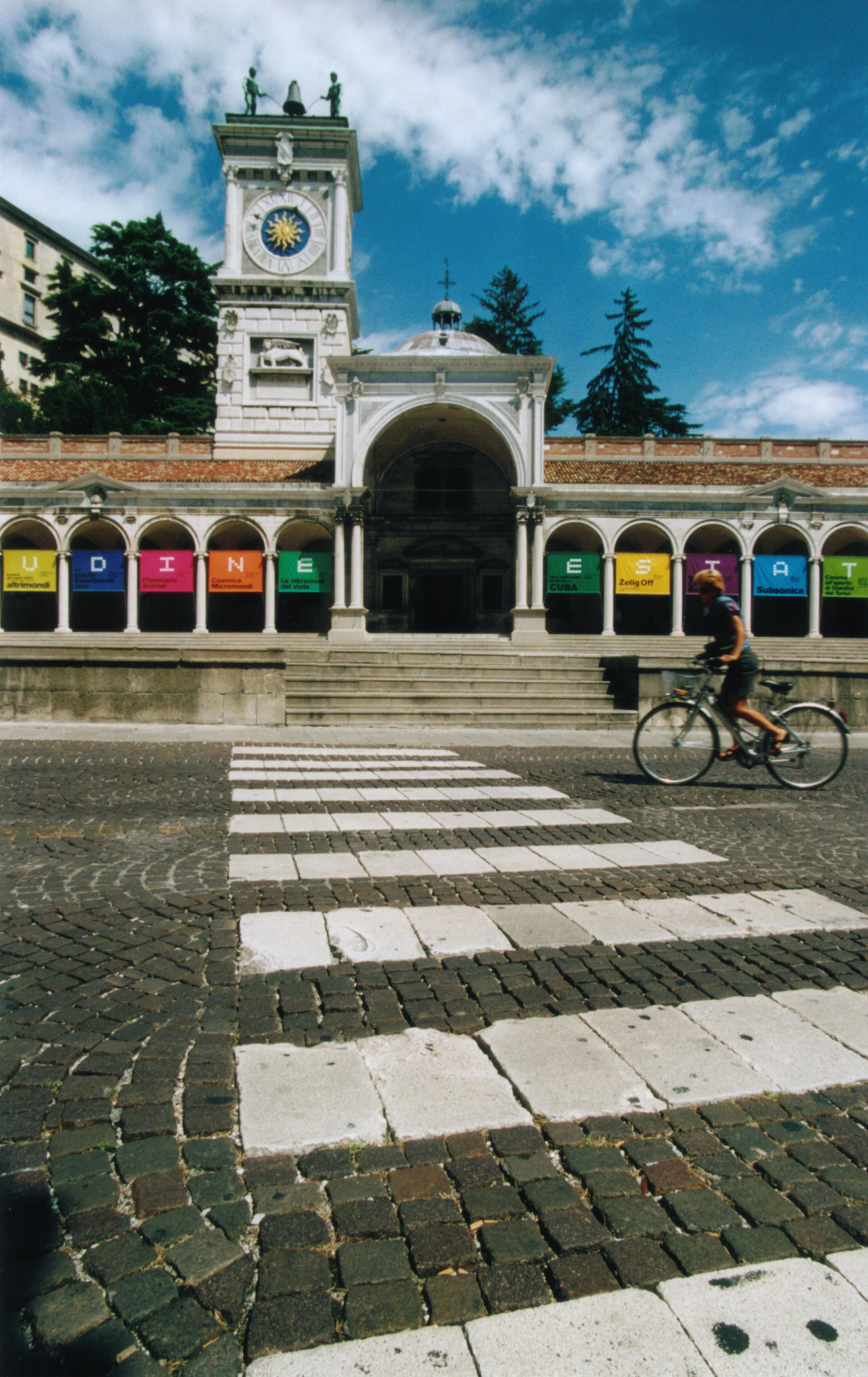
Udine
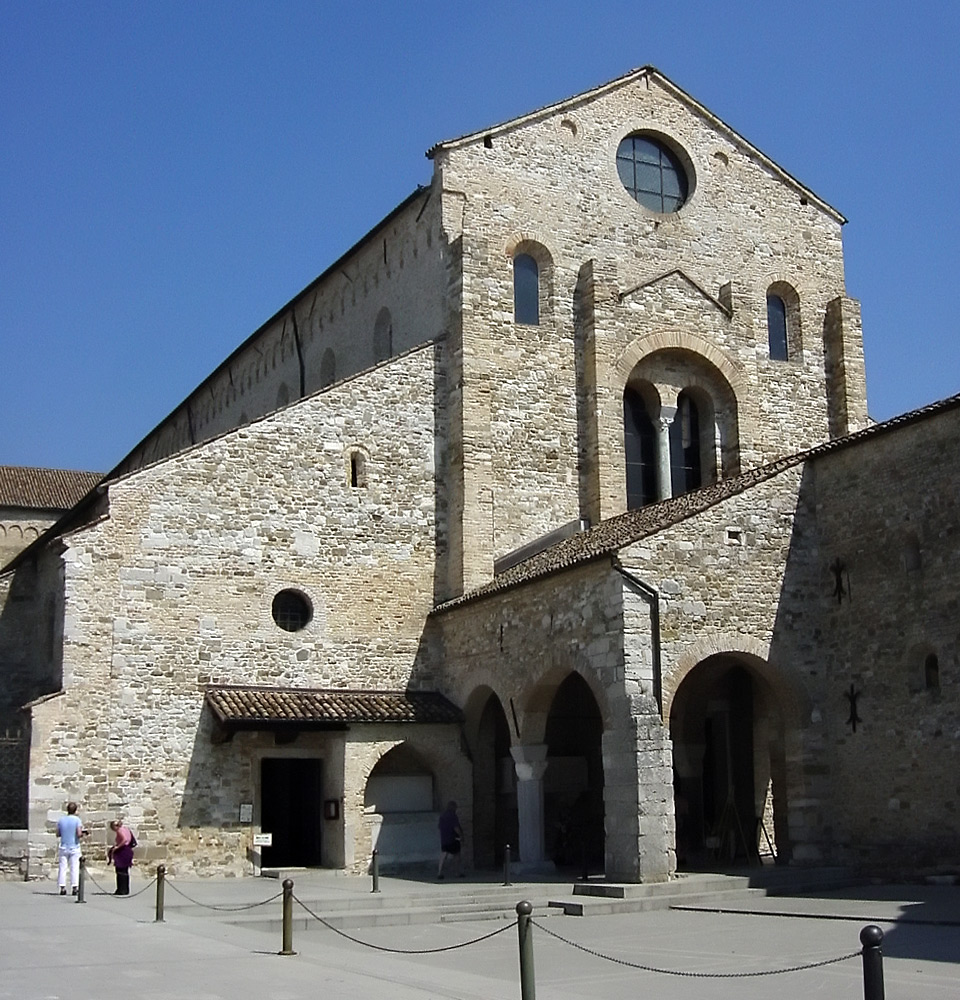
Aquileia
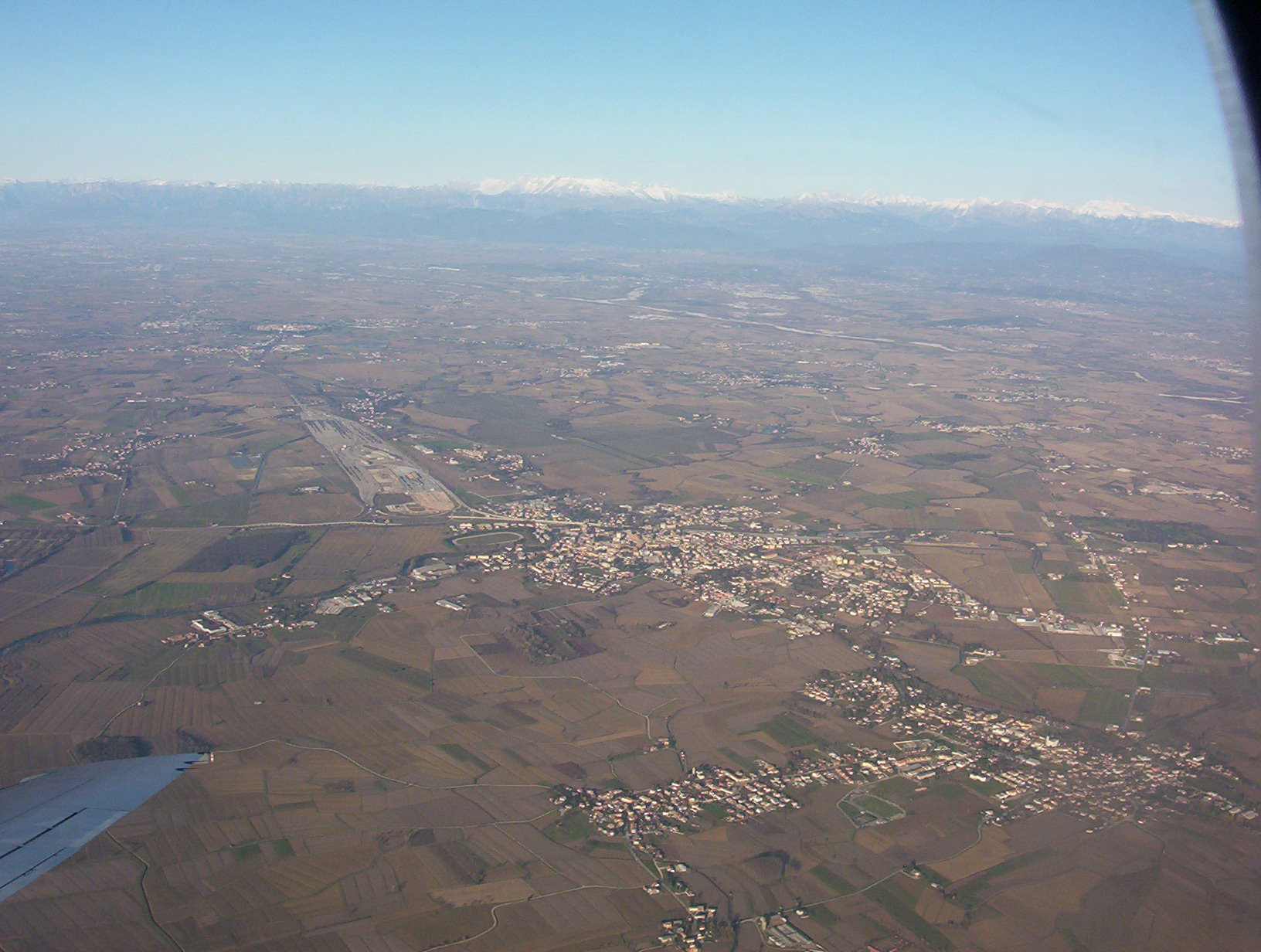
Cervignano del Friuli
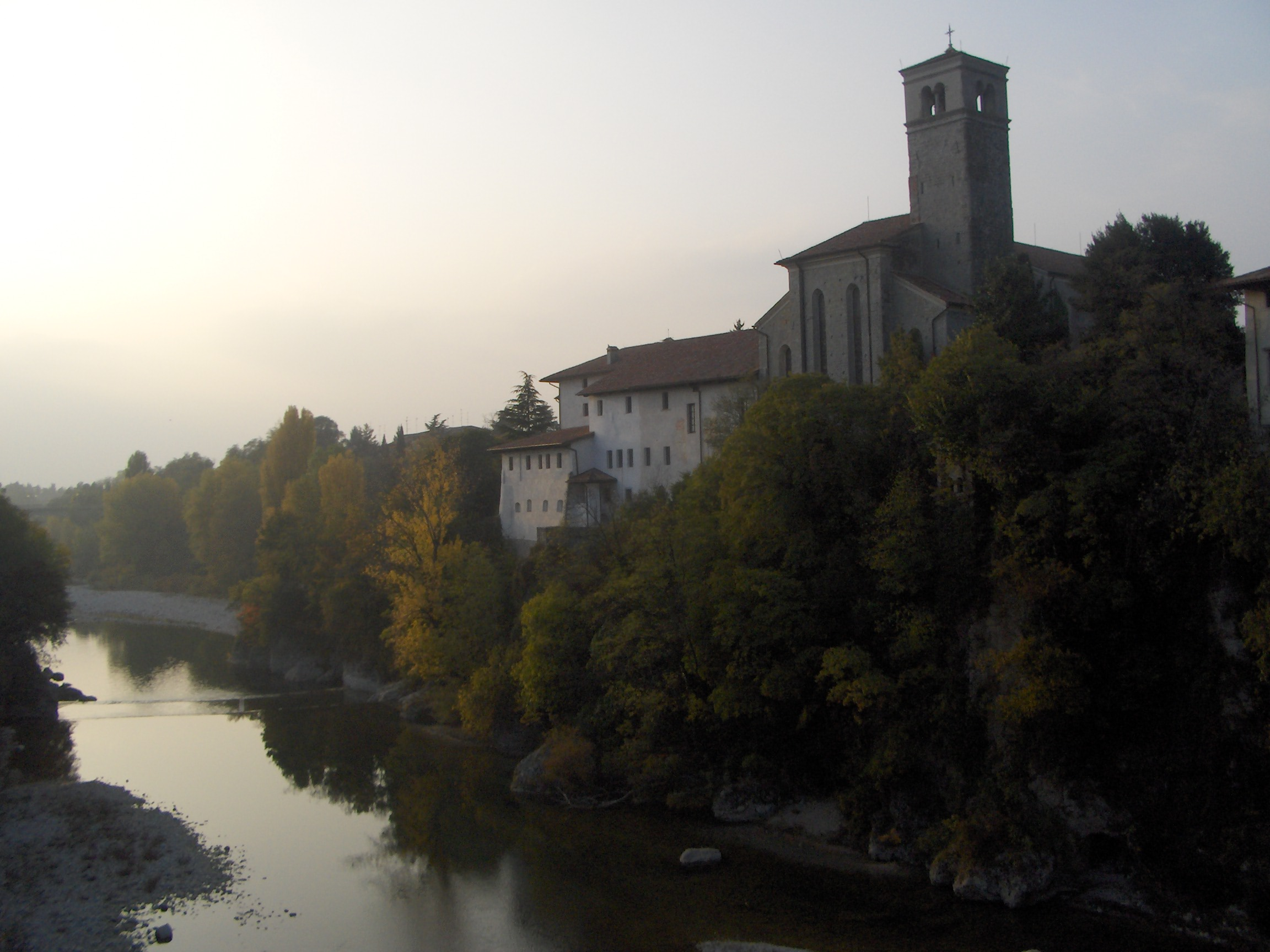
Cividale del Friuli
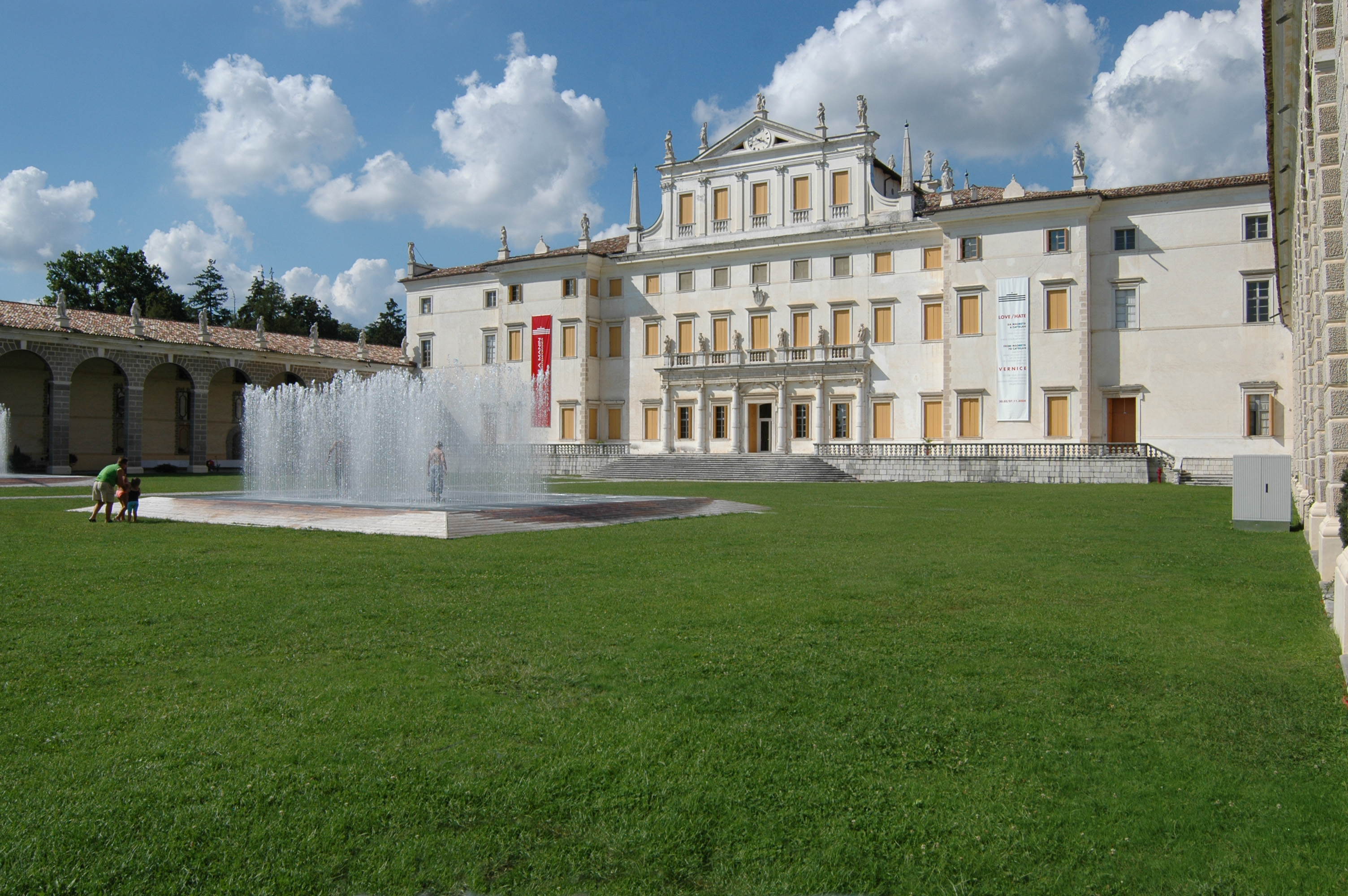
Villa Manin (Codroipo)
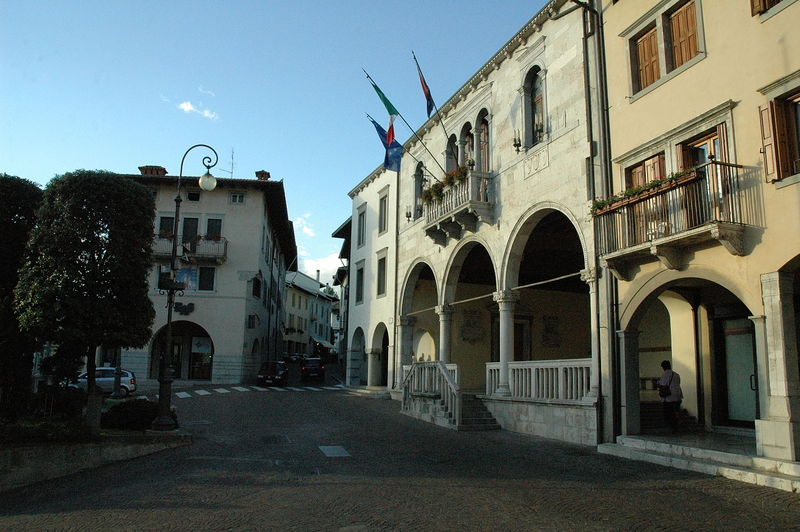
Gemona del Friuli
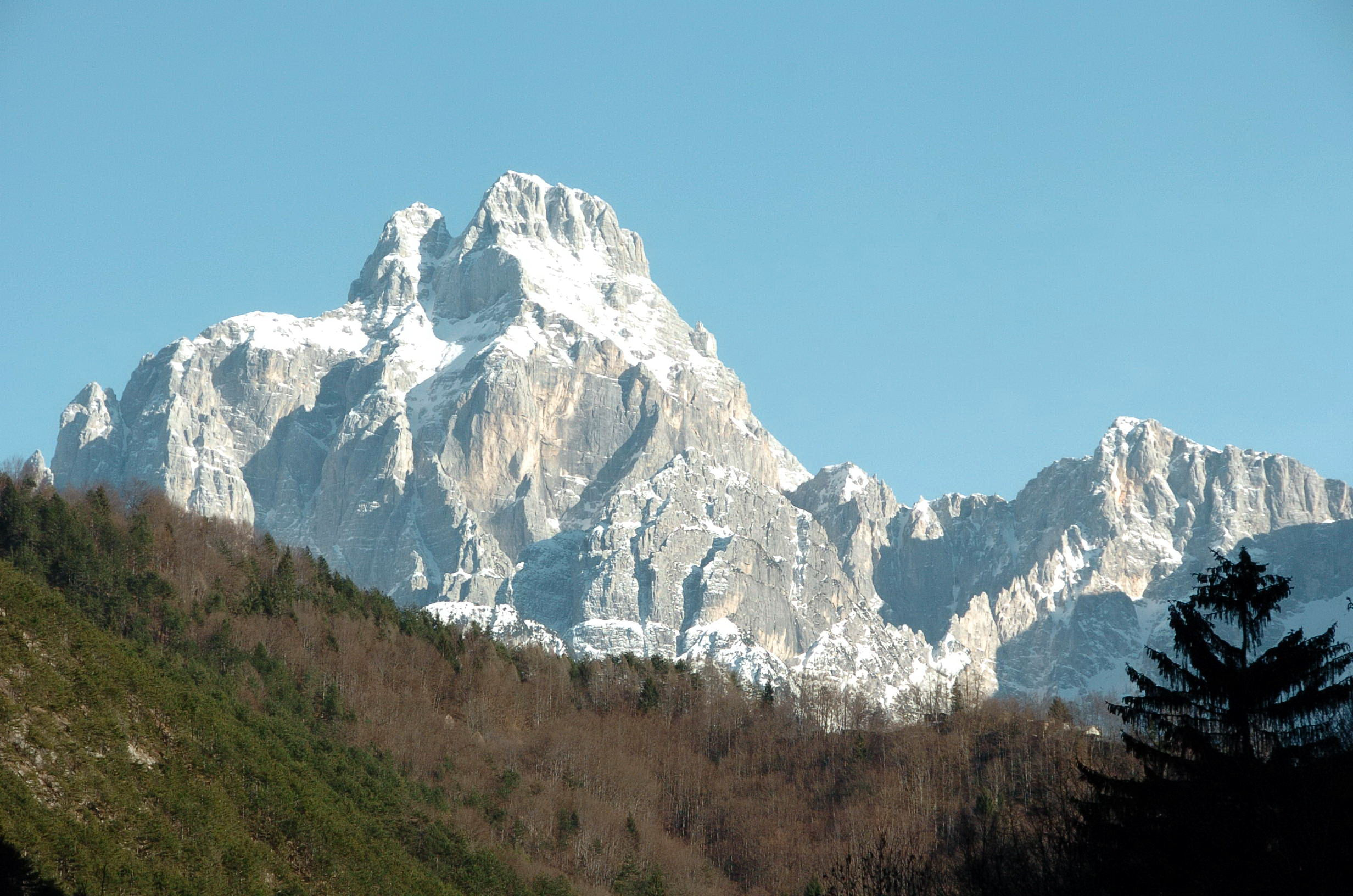
Jôf di Montasio
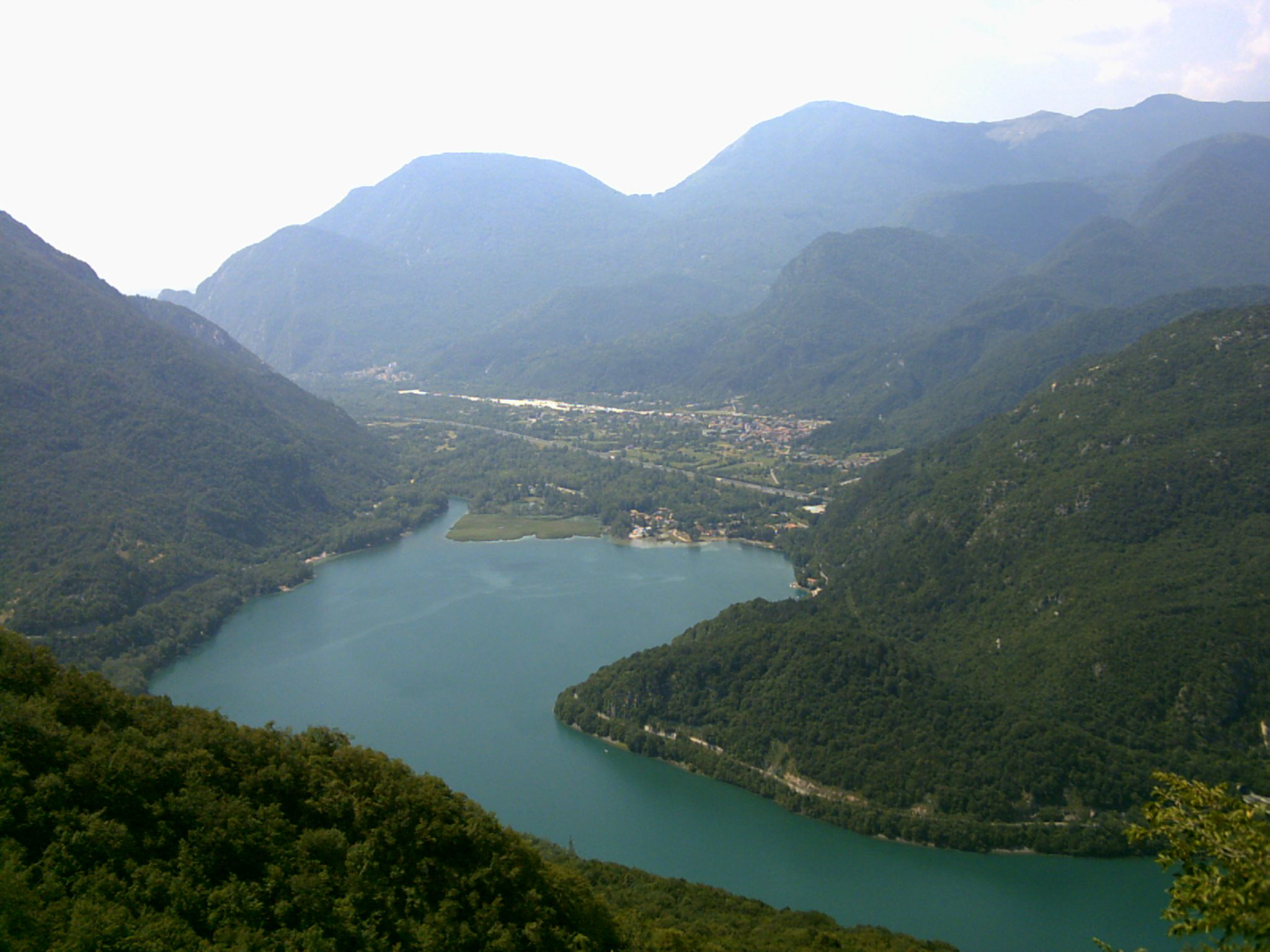
Lago di Cavazzo
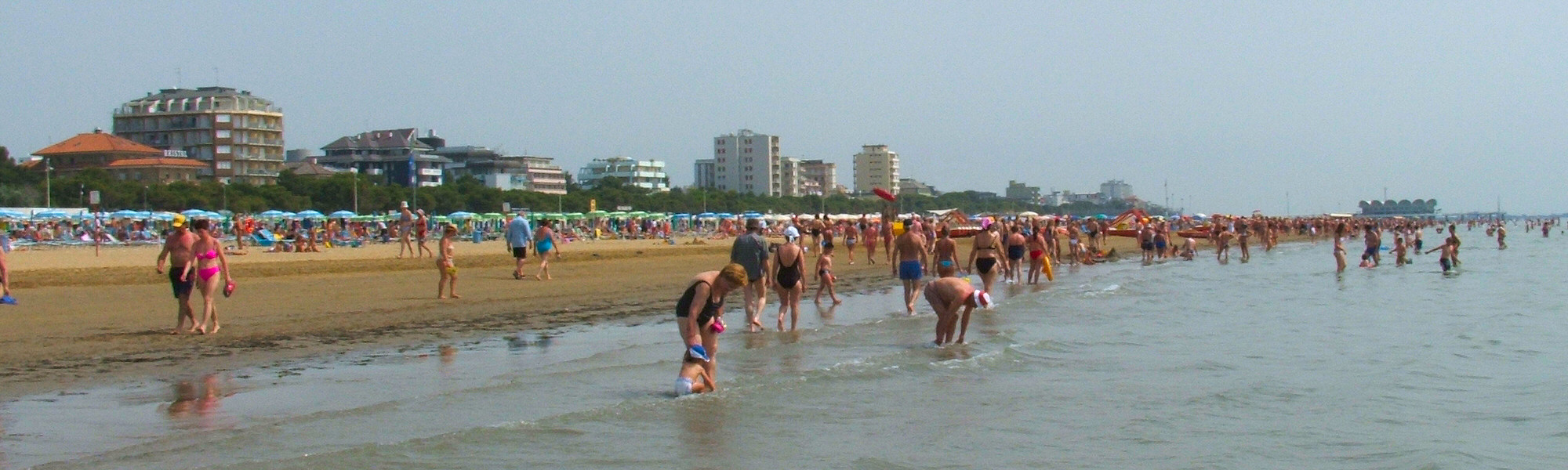
Lignano Sabbiadoro
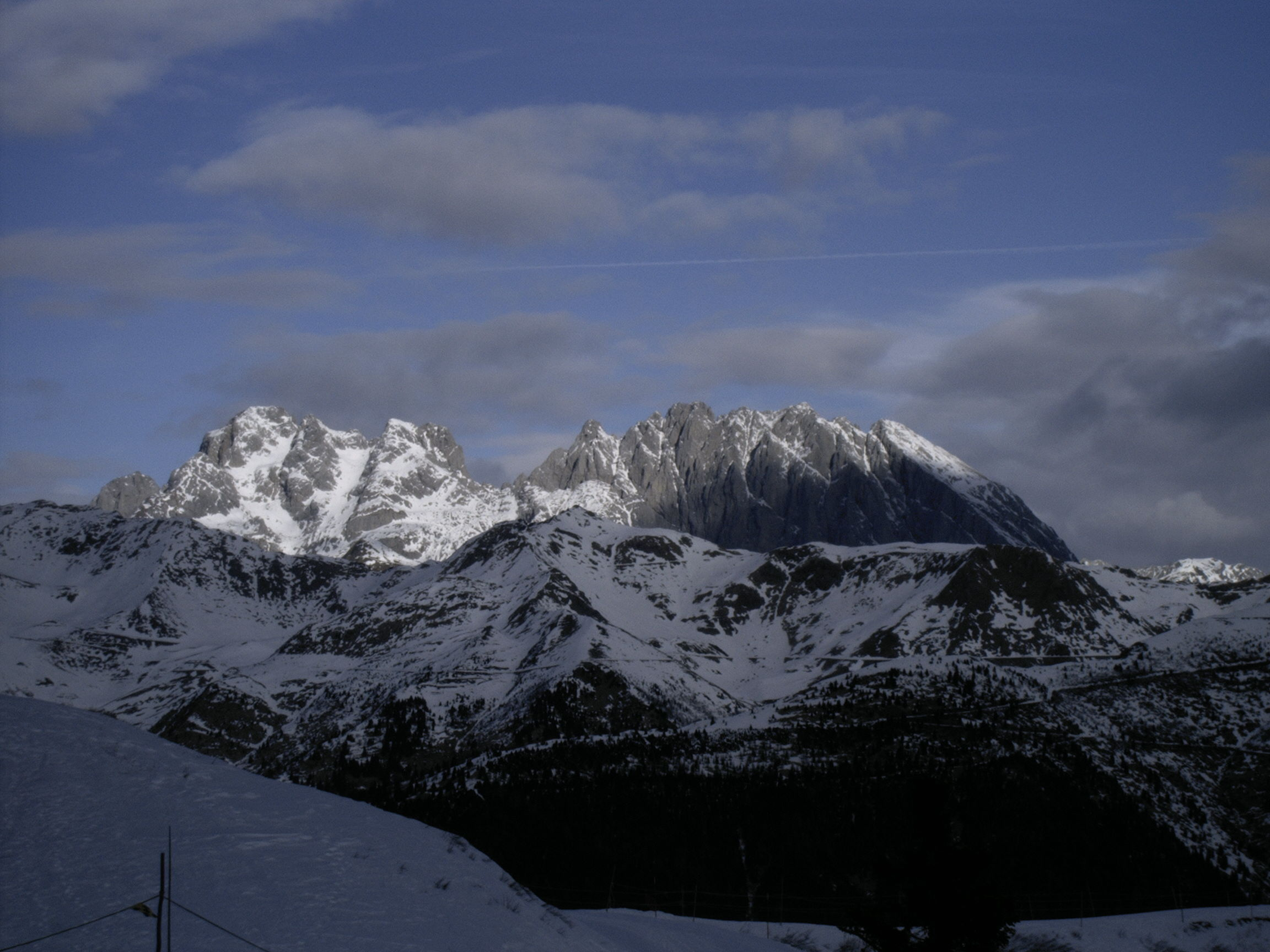
Monte Coglians
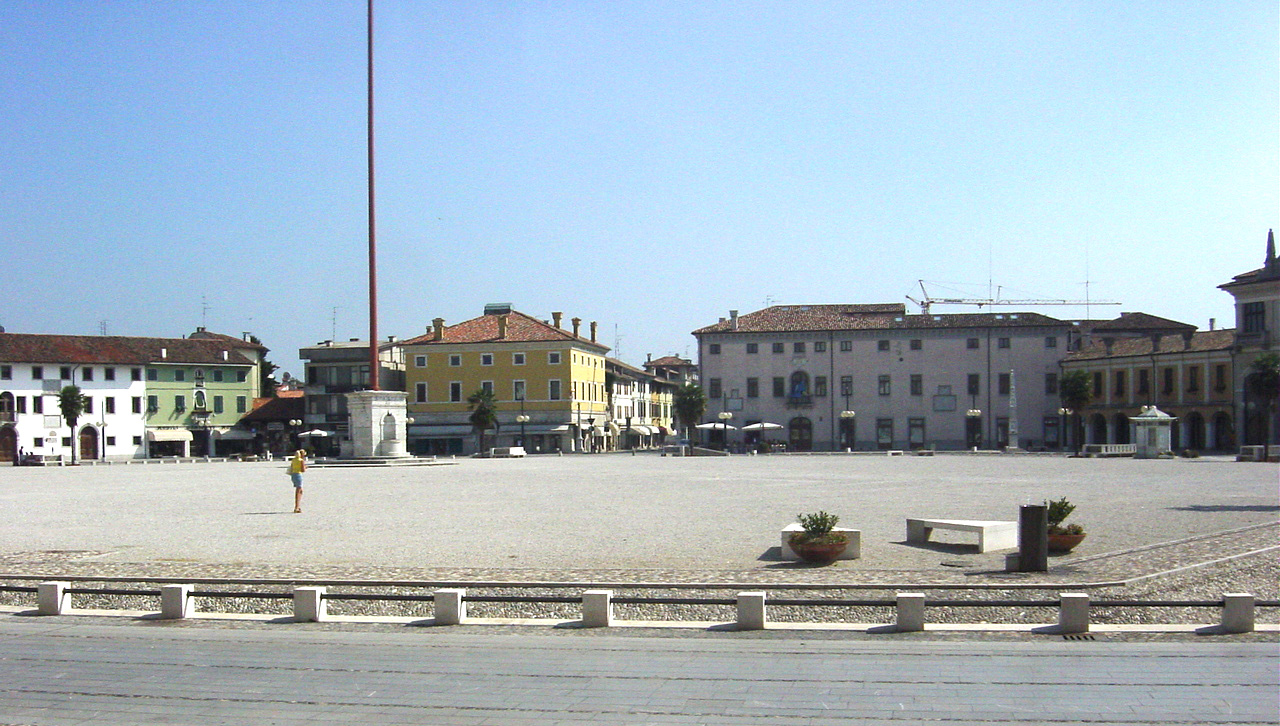
Palmanova
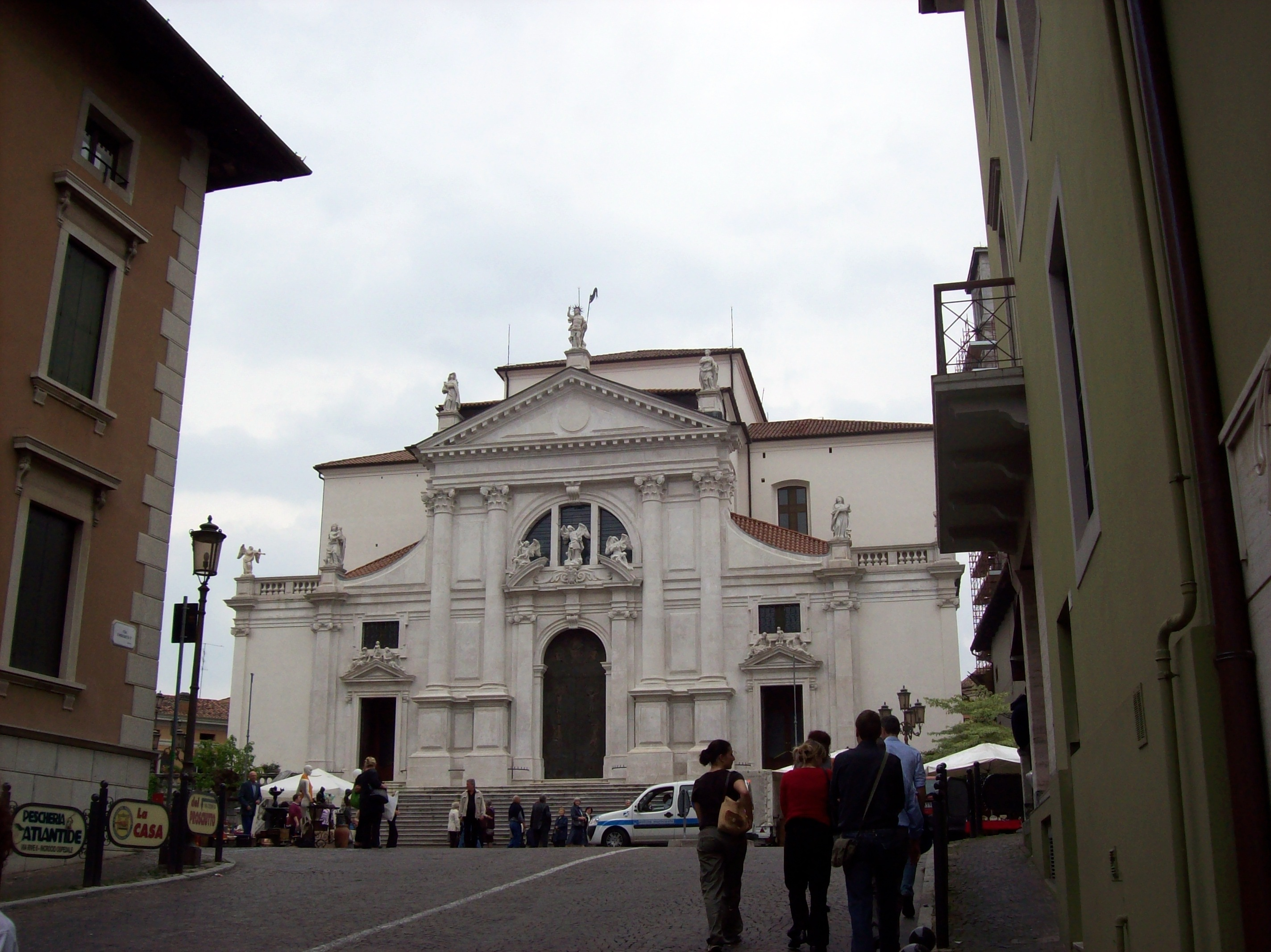
San Daniele del Friuli
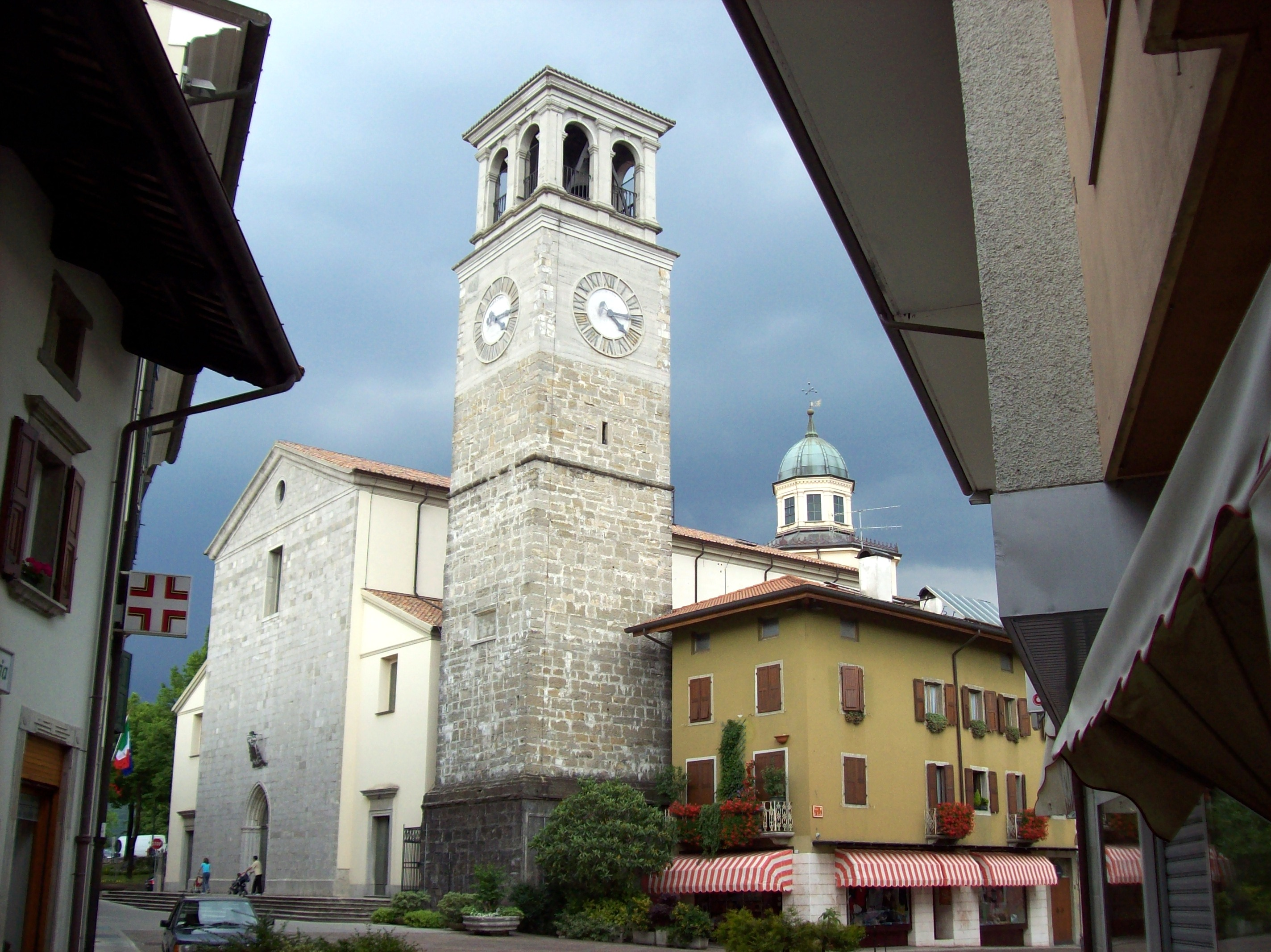
Tarcento
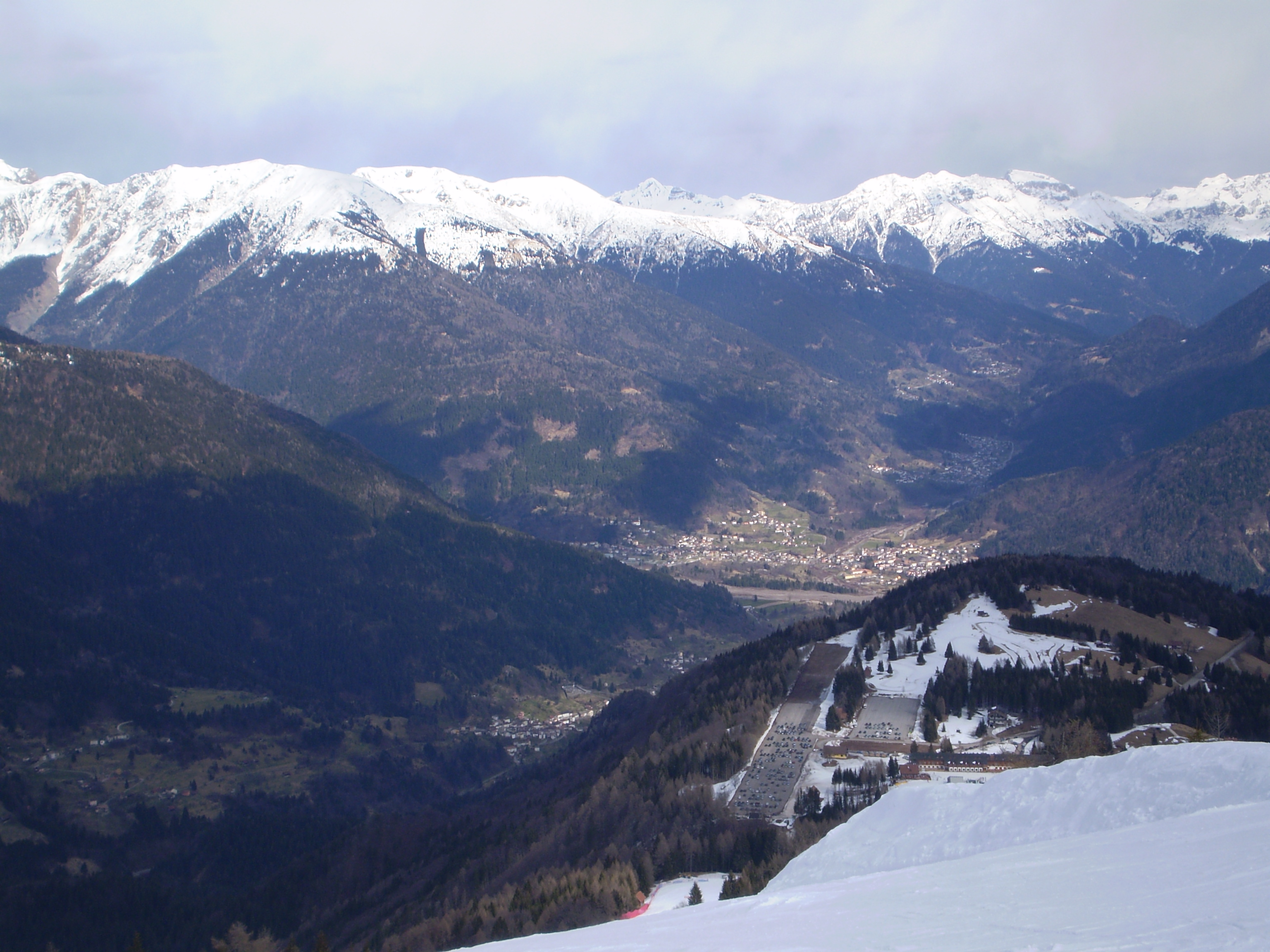
Kilátás a Monte Zoncolanról Sutrio községre

## Fordítás
- Ez a szócikk részben vagy egészben  a   Provincia di Udine című olasz Wikipédia-szócikk fordításán alapul.  Az eredeti cikk szerkesztőit annak laptörténete sorolja fel. Ez a jelzés csupán a megfogalmazás eredetét és a szerzői jogokat jelzi, nem szolgál a cikkben szereplő információk forrásmegjelöléseként.

## Külső hivatkozások
- Honlap (olaszul)
- Múzeumok Udine megyében